# مسجد جامع بلکبرن
مسجد جامع بلک‌برن (انگلیسی: Jaame Masjid, Blackburn) یک مسجد در بلکبرن، لانکاشر در انگلستان است. این بنا از یک خانه که خود ساخته شده از تلفیق دو خانهٔ دیگر بود ساخته شد. این بنا، اولین مسجد در لانکاشر است و به عنوان مسجد مرکزی بلکبرن شناخته می‌شود.